# Une saison dans la vie d'Emmanuel
Une saison dans la vie d'Emmanuel est un roman québécois de Marie-Claire Blais publié en 1965 au Canada et en 1966 en France où il reçut la même année le prix Médicis.

## Résumé
Le roman raconte la vie d'une famille québécoise du début du XXe siècle. Emmanuel, le dernier-né d'une famille de 16 enfants, est élevé par une grand-mère omniprésente, Antoinette. Autour de lui évoluent ses frères et sœurs ainsi que ses parents.
Le roman s'attache surtout aux aînés du nouveau-né Emmanuel : Jean le Maigre et le Septième, qui s'adonnent à la boisson et à la masturbation, Héloïse, la sœur en proie à des crises de mysticisme. Jean le Maigre est un surdoué, qu'on envoie au noviciat pour qu'il devienne moine. Pourtant, un de ses frères, Léopold, s'est déjà suicidé au séminaire. Après une tentative de suicide, Jean décide de devenir poète, mais meurt empoisonné par son responsable au noviciat. De son côté, Héloïse échoue dans une maison close et devient prostituée.
Deux des frères partent travailler à la manufacture de souliers, mais l'un d'eux perd trois doigts dans un accident de travail. Le frère Théodule, qui s'était occupé de Jean, est renvoyé du monastère. Il part à la recherche du Septième dans l'esprit de l'attoucher, obsédé par le souvenir de Jean le Maigre, mais après une proposition obscène de sa part, le Septième s'enfuit.

## Thèmes
Le roman aborde les thèmes de la vie et de la mort des frères et sœurs d'Emmanuel, ainsi que des thèmes comme celui de l'homosexualité (de Jean le Maigre), de l'inceste et de la vie corrompue du monastère. Bien que les valeurs conservatrices soient dominantes dans ce roman, certaines idées progressistes telles que la quête individuelle du bonheur et l'indépendance d'esprit pointent à travers cette Grande Noirceur. La réception critique de ce roman lors de sa parution fut mitigée, certains commentateurs reprochant à Marie-Claire Blais de donner une image sombre du Québec en raison des comportements déviants des jeunes protagonistes et de la décadence de la société traditionnelle dépeinte par l'auteure. Toutefois, plusieurs critiques ont salué les aspects innovateurs de cette œuvre tant en regard des thèmes que de la forme.

## Traductions
Le roman a été traduit en une douzaine de langues dont en anglais par Derek Coltman (1966).

## Adaptation
Le cinéaste français Claude Weisz en a fait une adaptation au cinéma en 1973.

### Récompenses
- 1966 - Prix Médicis
- 1966 - Prix Jean-Hamelin